# Акчура, Юсуф
Юсуф Хасанович Акчу́рин (Юсуф Акчура, тат. Йосыф Акчура, Йосыф Хәсән улы Акчура ; Yosıf Aqçura, Yosıf Xäsän ulı Aqçura, тур. Yusuf Akçura; 2(14) ноября 1876, Симбирск — 1935, Стамбул) — видный турецкий политик, писатель и идеолог этнического татарского происхождения. Он превратился в видного идеолога и защитника пантюркизма в ранний республиканский период, чьи труды стали широко читаемыми, и стал одним из ведущих университетских профессоров Стамбула. Также издатель, писатель, журналист, историк.

## Биография

### Ранние годы
Мухамед-Юсуп, так будущего общественного деятеля звали при рождении, родился в Симбирске  2(14) ноября 1876 года в богатой татарской семье.  Отец — Хасан Сулейманович Акчурин, владелец суконной фабрики в с. Ляховка Карсунского уезда Симбирской губернии. Мать — Фахри-бану Абдрашитовна, урождённая Юнусова, из казанской купеческой семьи. В семье была еще дочь Фатима. 10 декабря 1879 года, когда Юсуфу только минуло 3 года, он потерял отца. В 1883 году вместе с матерью уехал в Стамбул. Его мать вышла замуж за Осман-бея из Дагестана в Стамбуле. Осман-бей очень интересовался образованием Юсуфа и призывал его стать военным. Окончил школу в Стамбуле. В 1895 поступил в военное училище Harbiye mektebi. После его окончания поступил на курсы подготовки офицеров генерального штаба. Однако курсов не окончил, так как за заговор против султана Абдулхамида II был приговорён к смертной казни, которая была заменена ему пожизненной ссылкой в пустынные районы Триполитании. Работал в ссылке писарем и учителем.
В 1899 году бежал из ссылки во французский Тунис, а оттуда переехал в Париж. Там впервые выступил как сторонник турецкого национализма.

### Политическая деятельность
В 1903 году, так как ему было запрещено возвращаться в Стамбул, он уехал к дяде в Казань и пробыл там четыре года.  Он преподавал историю, географию и османско-турецкую литературу. Преподавал историю в казанском медресе «Мухаммадия», был редактором газеты «Казан мухбире» («Казанский вестник»), стал одним из организаторов и руководителей либерально-демократической партии «Иттифак аль-Муслимин». В 1904 на турецком языке написал свой самый известный труд «Три вида политики» (тур. Üç Tarzı Siyaset), напечатанный в египетском журнале «Тюрк». Работа призывала турок оставить мультиэтническую Османскую империю и обратиться к турецкому национализму и пантюркизму. Поначалу его идеи считались экстремистскими, но постепенно приобретали всё большую популярность. Входил в состав Казанского комитета партии конституционных демократов. В 1906 г. участвовал в работе 2-го съезда этой партии, был избран в ее ЦК. Сторонник взаимодействия партии «Иттифак аль-муслимин» и кадетов в Государственной думе. Шансы быть избранным у Юсуфа Акчуры были весьма высоки. Он редактировал газету «Казан мухбире», фактическим был её секретарём и автором большинства передовиц на политические темы, чтобы не допустить Акчуру на выборы, его арестовали. Он был освобождён на следующий день после окончания предвыборной кампании без предъявления какого-либо обвинения.
После младотурецкой революции в 1908 году вернулся в Турцию. Издавал журнал «Türk yurdu» («Турецкая отчизна»), преподавал в Стамбульском университете политическую историю. Статьи Акчуры появлялись в России, в татарских изданиях — в журнале «Шура» («Совет») и газете «Вакыт» («Время»).
В годы Первой мировой войны сотрудничал с Центральными державами, в ноябре 1915 года был принят австрийским правительством.
В 1920-е годы помогал становлению турецкой республики: избирался депутатом меджлиса, являлся советником Мустафы Кемаля Ататюрка по вопросам культуры и политики, был сторонником его политики по построению светской Турции. Профессор Стамбульского университета.
В 1931 под руководством Акчуры было создано Турецкое историческое общество, в 1932 он руководил работой Первого Турецкого исторического конгресса.

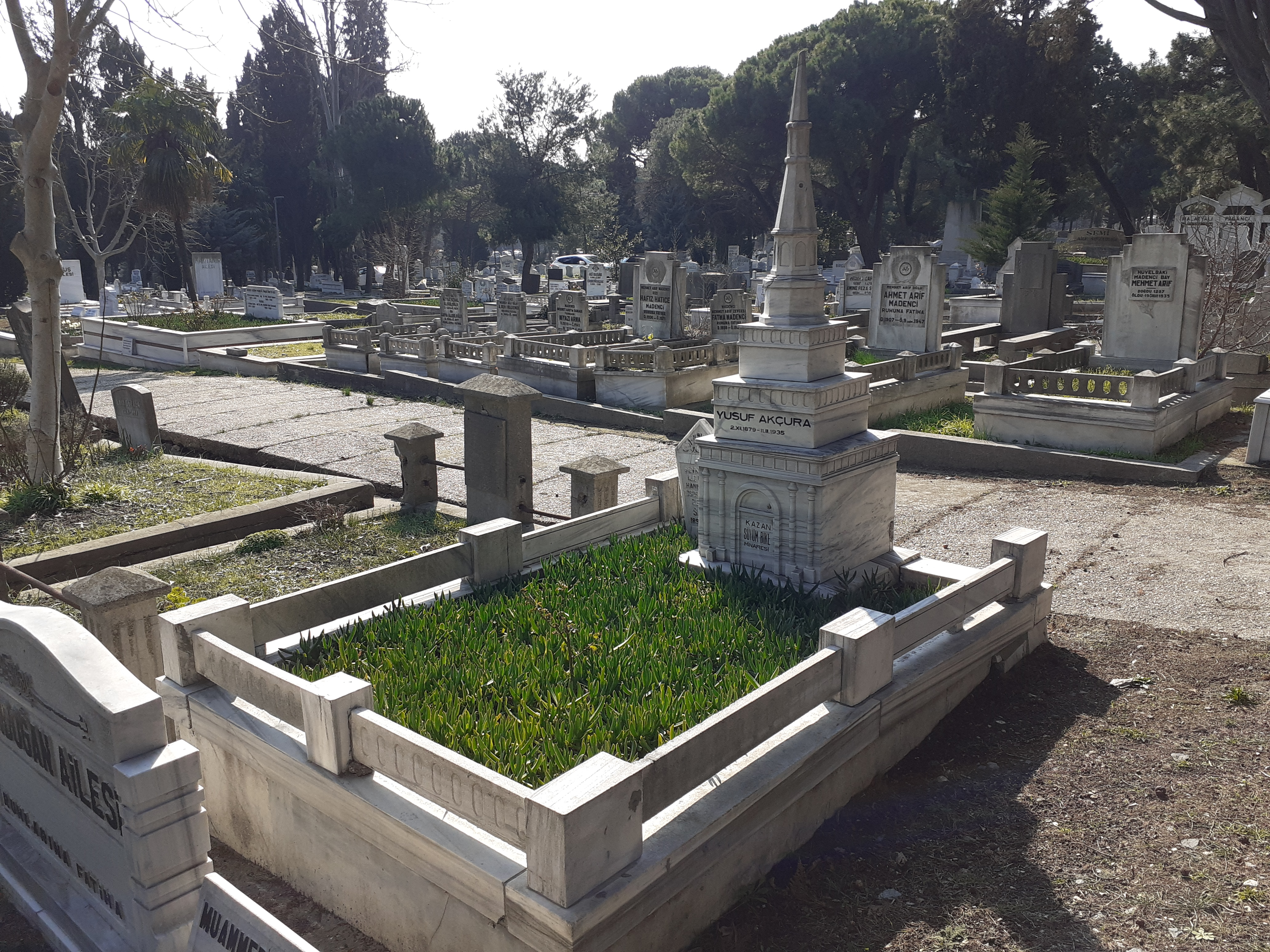
Могила Юсуфа Акчура

Юсуф Акчура похоронен на кладбище Эдирнекапы (Стамбул, Турция).

## Комментарии
1. ↑  До последнего времени точная дата рождения Юсуфа Акчуры оставалсь не установленной. Известны указания на "29 ноября 1876 года"[2] или "2 декабря 1876 г."[3]. Однако исследователями Н. И. и И. Н. Таировыми в Государственном архиве Ульяновской области (ГАУО. – Ф. 174. – Оп. 1. – Д. 983. – Л. 2–2 об.) обнаружена «Метрическая выпись указного имама города Симбирска» следующего содержания «Мухамет-Юсиф родился ноября 2-го дня 1876 г. Отец его – Симбирский 1-й гильдий купиц Хасян Селейманович Акчурин, мать Фехри-бану Абдурешетовна В гор. Симбирск. № 11». Этот документ позволяет поставить точку в разночтениях по данному вопросу[4]. Однако указанные исследователи ошибочно пишут, что дата рождения Ю. Акчуры по новому стилю "15 ноября", как известно, к датам XIX века надо прибавлять 12 дней, а не 13.